# Kostinbrod
Kostinbrod, (bułg. Костинброд) – miasto w Bułgarii; 12 tys. mieszkańców (2006).